# گامونووکومبورا
گامونووکومبورا (به لاتین: Gamunukumbura) یک منطقهٔ مسکونی در سری‌لانکا است که در استان مرکزی (سری‌لانکا) واقع شده‌است.